# Justa Maiza Goicoechea
Justa od NMP Niepokalanie Poczętej Maiza Goicoechea (ur. 13 lipca 1897 w Azpeitia, zm. 24 listopada 1936 w Paternie) – hiszpańska karmelitanka miłosierdzia, męczennica i błogosławiona Kościoła katolickiego.

## Życiorys
Justa Maiza Goicoechea urodziła się 13 lipca 1897 roku. 15 maja 1920 roku wstąpiła do nowicjatu w Victoria, a 28 grudnia 1922 roku złożyła śluby czasowe. Pracowała jako pielęgniarka w Domu Miłosierdzia w Walencji. Podczas hiszpańskiej wojny domowej została zamordowana 24 listopada 1936 r. razem z 11 zakonnicami z tego samego zgromadzenia.
Beatyfikował ją papież Jan Paweł II 11 marca 2001 roku w grupie 233 męczenników.